# Масидонија (Илиноис)
Масидонија (енгл. Macedonia) град је у америчкој савезној држави Илиноис.

## Демографија
По попису из 2010. године број становника је 63, што је 12 (23,5%) становника више него 2000. године.
| Група             | 2000.       | 2010.       |
| Белци             | 51 (100,0%) | 63 (100,0%) |
| Афроамериканци    | 0 (0,0%)    | 0 (0,0%)    |
| Азијати           | 0 (0,0%)    | 0 (0,0%)    |
| Хиспаноамериканци | 0 (0,0%)    | 0 (0,0%)    |
| Укупно            | 51          | 63          |